# Marie Esperance von Schwartz
Marie Espérance von Schwartz, z domu Brandt (ur. 8 listopada 1818 w Southgate w Hertfordshire, w Anglii, zm. 20 kwietnia 1899 w Ermatingen w Szwajcarii), również „Marie Esperance Kalm de Schwartz”, „Marie Speranza von Schwartz”, publikowała pod greckim pseudonimem Elpis Melena (Ελπίς Μέλαινα) – pisarka niemieckojęzyczna, pisywała książki podróżnicze i pamiętniki. Była również tłumaczką.

## Życiorys

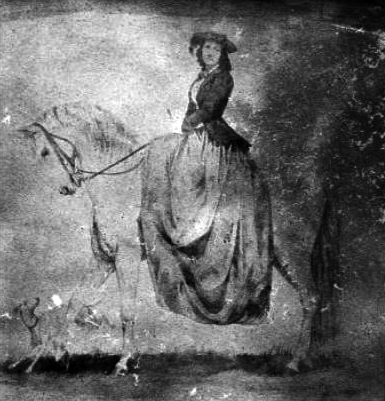
Na koniu z włoskim charcikiem imieniem Huney, którego zabrała na Kretę

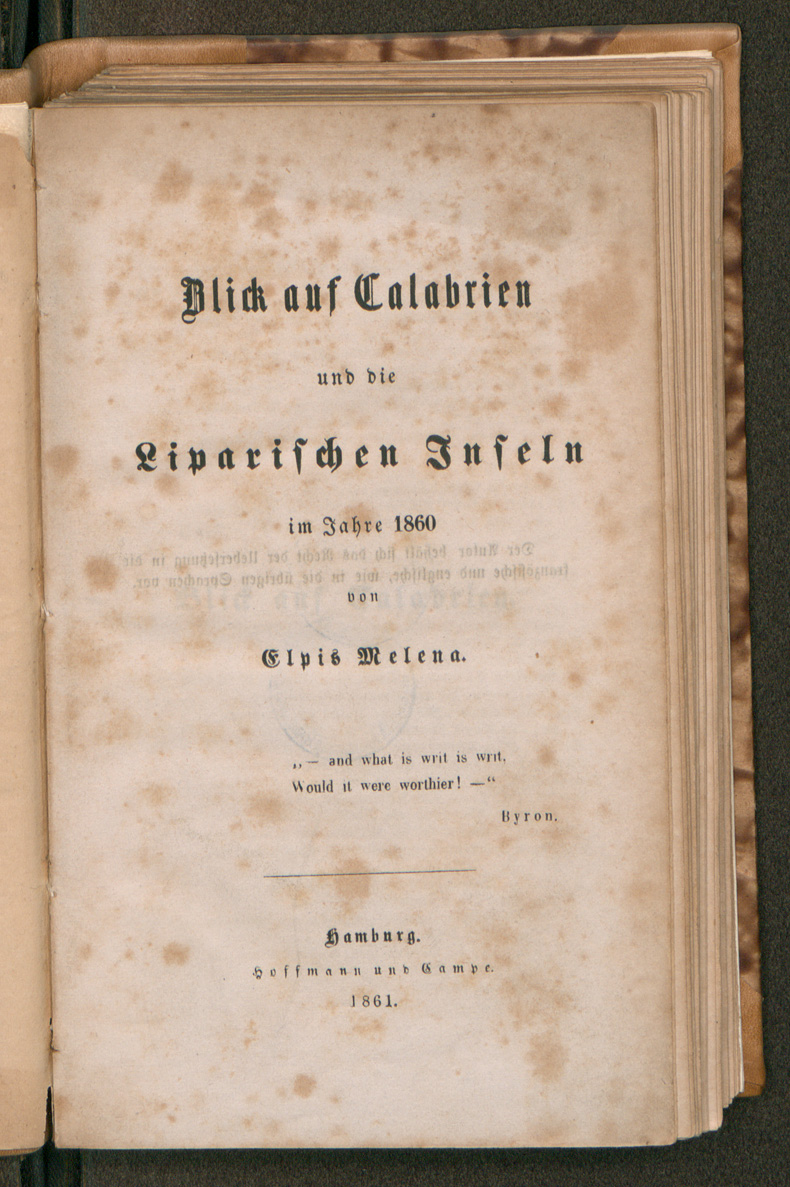
Strona tytułowa książki Blick auf Calabrien und bei Liparischen Inseln im Jahre 1860 (Rzut oka na Kalabrię i Wyspy Liparyjskie w 1860 r.), 1861

Była córką hamburskiego bankiera, urodziła się w dzisiejszym Londynie, wychowała się głównie w Genewie. Po wczesnym i krótkim małżeństwie z kuzynem, owdowiała i zamieszkała w Rzymie. Ze swoim drugim mężem, hamburskim bankierem Ferdinandem von Schwartzem (1813-1883), którego poznała we Włoszech, odbyła podróże do Grecji, Turcji, Azji Mniejszej, Egiptu i Afryki Północnej. Małżeństwo to rozpadło się w 1854 roku. W Rzymie bogata i wykształcona, szczególnie uzdolniona językowo (podobno opanowała osiem języków) kobieta prowadziła salon literacki, w którym bywali liczni artyści i arystokraci. Była przyjaciółką Ferenca Liszta i przez wiele lat prowadziła z nim żywą korespondencję. Nie zaprzestała też podróży.

### Garibaldi
Od 1849 roku Marie Esperance von Schwartz zainteresowała się Giuseppe Garibaldim. Jesienią 1857 r. nawiązała osobiste stosunki z Garibaldim na wyspie Caprera; mieszkała z nim, opiekowała się jego dziećmi, wspierała jego sprawę finansowo i poprzez swoje pisma, a także pielęgnowała go podczas jego uwięzienia i po jego zranieniu. Na ogół uważano ją za jego kochankę; podobno Garibaldi kilkakrotnie prosił ją o rękę. W podziękowaniu za ich ofiarną przyjaźń, Garibaldi przekazał jej rękopis swoich wspomnień, które szybko przetłumaczyła na język niemiecki i mogła opublikować przed innym biografem Garibaldiego Alexandre Dumas (starszym) w 1861 roku.

### Okres kreteński
Pod koniec 1865 roku Maria Esperance von Schwartz przeniosła swoją rezydencję na Kretę, gdzie, niepokojona walkami toczącymi się na wyspie w czasie kreteńskiego powstania, kazała wybudować uroczą willę w winnicach w Chalepie koło Chani. Sympatyzowała z powstańcami. Na jej prośbę Garibaldi wysłał na Kretę kontyngent 500 żołnierzy, aby wesprzeć powstanie. Dużą część swojego czasu i pieniędzy poświęcała instytucjom charytatywnym, zakładała szpitale, azyl, szkoły, tłumaczyła niemieckie podręczniki na współczesną grekę a kreteńskie pieśni ludowe, sagi na język niemiecki przybliżała też kreteński folklor czym zdobyła wielki szacunek zarówno wśród chrześcijan, jak i muzułmanów na Krecie. Z tego okresu wzmianki o niej w listach Władysława Tarnowskiego do Józefa Ignacego Kraszewskiego.
Zaangażowała się w ochronę zwierząt, które objęło całą Europę. W Chani założyła szpital dla koni i osłów, zainicjowała dokarmianie bezdomnych psów. W licznych broszurach w wielu językach prowadziła kampanię na rzecz zwolenników ochrony zwierząt i wraz z Ernstem Grysanowskim i Ernstem von Weberem sprzeciwiała się badaniom na zwierzętach.
Po 20 latach pobytu na Krecie zamieszkała w Szwajcarii, gdzie zmarła w wieku 80 lat.

## Książki własne
- Erlebnisse und Beobachtungen eines mehr als 20-jährigen Aufenthaltes auf Kreta (Doświadczenia i obserwacje z ponad 20-letniego pobytu na Krecie) 1892[10],
- Garibaldi. Mitteilungen aus seinem Leben (2 tomy, 1884)
- Gemma, oder Tugend und Laster.  („Gemma, czyli Cnota i Zło”). (1877)
- Kreta-Biene oder kretische Volkslieder, Sagen, Liebes-, Denk- und Sittensprüche, gesammelt und herausgegeben; Georg Franz, Monachium, (1874)[11]
- Von Rom nach Kreta. Reiseskizze (Z Rzymu na Kretę. Szkic podróżny) (1870)
- Die Insel Kreta unter der ottomanischen Verwaltung (Wyspa Kreta pod panowaniem otomańskim), wyd. Arnold Hilberg, Wiedeń 1867.
- Der junge Stelzentänzer, Episode während einer Reise durch die westlichen Pyrenäen („Młody tancerz na szczudłach”, epizod z podróży przez zachodnie Pireneje), wyd. Friedrich Mauke, Jena 1865.
- Garibaldi in Varignano 1862 und auf Caprera 1863 („Garibaldi w Varignano 1862 i na Caprerze 1863); wyd. Otto Wigand, Lipsk, 1864.
- Blick auf Calabrien und die Liparischen Inseln im Jahre 1860 (Rzut oka na Kalabrię i Wyspy Liparyjskie w 1860 r. ), wyd. Hoffmann und Campe, Hamburg, 1861.
- Garibaldi’s Denkwürdigkeiten nach handschriftlichen Aufzeichnungen desselben, und nach authentischen Quellen („Pamiątki Garibaldiego” według odręcznych notatek na ten temat, a także według autentycznych źródeł) tom 1, wyd. Hoffmann und Campe, Hamburg, 1861.
- Hundert und ein Tag auf meinem Pferde (Sto i jeden dni na moim koniu), wyd. Hoffmann und Campe, Hamburg, 1860.
- Memoiren eines spanischen Piasters (Wspomnienia hiszpańskiego Piastra), 2 tomy, wyd. Vieweg, Brunszwik, 1857.
- Blätter aus dem afrikanischen Reise-Tagebuch einer Dame (Listy z afrykańskiego dziennika podróży pewnej damy), Brunszwik, 1849 (publikacja anonimowa).

### Tłumaczenia
- Recollections of General Garibaldi, or, Travels from Rome to Lucerne, London, 1861.
- Calabria and the Liparian islands in the year 1860, Saunders, Otley and Co, London, 1862.
- Leaves from a Lady’s Diary of Her Travels in Barbary, Colburn, London 1850, 2 tomy.